# Amata paupera
Amata paupera là một loài bướm đêm thuộc phân họ Arctiinae, họ Erebidae.